# Daniel Mobaeck
Kent Daniel Mobaeck (født 22. maj 1980 i Åtvidaberg, Sverige) er en svensk tidligere fodboldspiller (forsvarer). Han spillede tre kampe for Sveriges landshold i 2007.
Mobaeck startede sin karriere hos Kalmar FF, og spillede otte sæsoner for klubben, inden han tilbragte de sidste 11 år af sin karriere hos IF Elfsborg i Borås. Han vandt det svenske mesterskab med Elfsborg i både 2006 og 2012.

## Titler
Allsvenskan
- 2006 og 2012 med Elfsborg

Svenska Cupen
- 2014 med Elfsborg